# Келлар (Ирак)
Келлар (араб. كلار‎, курд. Kelar, کەلار) — город на северо-востоке Ирака, расположенный на территории мухафазы Сулеймания (автономия Иракский Курдистан).
Административный центр одноимённого округа.

## Географическое положение
Город находится в южной части мухафазы, в предгорьях северо-западного Загроса, на правом берегу реки Серван (приток реки Дияла). Абсолютная высота — 209 метров над уровнем моря.

Келлар расположен на расстоянии приблизительно 100 километров к югу от Сулеймании, административного центра провинции и на расстоянии 155 километров к северо-северо-востоку (NNE) от Багдада, столицы страны.

## Население
На 2012 год население города составляло 34 150 человек. В городе проживают арабы, туркмены и курды. Так же есть небольшая группа ассирийцев. До 1988 года большинство населения составляли курды, однако затем их количество заметно снизилось, что явилось результатом проводимой Саддамом Хуссейном политики геноцида в отношении курдского населения.